# 우세르카레

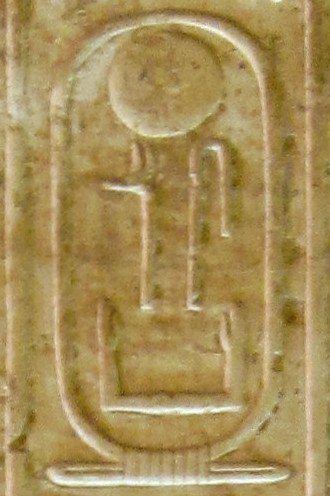

우세르카레는 아비도스 왕 목록에 나오는 이집트 제6왕조의 파라오이다. 그의 이름은 '레의 영혼은 강하다'라는 뜻이다.
마네토에 의하면 우세르카레의 전 파라오인 테티는 경호원에 의해 살해되었다. 그 이후 우세르카레가 잠시 자리에 올랐다가 곧 테티의 아들 페피 1세에게 자리를 물려주게 된다.
마네토의 위 이야기에는 명확하게 나오지는 않았지만, 이 구절에서 우세르카레가 테티 반대파의 수장이었을 것이라는 주장이 제기된 바 있다.
남사카라 석관덮개를 통해 그의 존재는 증명되었으며, 아울러 2~4년을 다스린 것으로 보인다. 토리노 파피루스에는 테티와 페피 1세 사이에 공백이 있는데, 우세르카레의 이름이 들어가기에는 충분한 공간이다.
하지만 짧은 통치 기간 때문에 피라미드를 비롯한 그의 유적은 발견되지 않았다.